# 바바 도시후미
바바 도시후미(일본어: 馬場 敏史, 1965년 2월 10일 ~ )는 일본의 전 프로 야구 선수이자 야구 지도자이다, 후쿠오카현 미즈마군 오키정 출신이며 현역 시절 포지션은 내야수였다.

## 인물

### 프로 입단 전
야나가와 고등학교와 신일본제철 사카이를 거쳐 1989년 프로 야구 드래프트 5순위로 후쿠오카 다이에 호크스에 입단했다.

### 프로 입단 후
당시부터 유명했던 수비력을 살리는 등 수비 요원으로서 프로 1년차부터 54경기에 출전했고 1993년에 다카기 고지와의 맞트레이드로 오릭스 블루웨이브에 이적했다. 오릭스에서는 주전 3루수로 활약했는데 1995년에는 115경기에 출전하여 첫 규정 타석에 도달했고 1996년에는 111경기에 출전, 1995년 일본 시리즈에서는 호수비를 연발했다. 젊은 선수들의 기용을 도모하는 구단의 방침에 따라 1997년 시즌 도중에 트레이드(바바·이와사키 히사노리 - 오구라 히사시·히로나가 야스타카와의 2대 2)로 야쿠르트 스왈로스에 이적했다.
야쿠르트에서는 2루수 수비도 지켰지만 이와무라 아키노리 등 젊은 내야수들이 두각을 드러내면서 출장 기회가 줄어들었고 2000년 시즌 끝으로 현역에서 은퇴했다. 1990년대 당시 2루 수비에 대해 노무라 가쓰야가 “저기에 날아가면 지옥”이라고 평가했다(그것도 있어서 야쿠르트는 바바의 영입에 나섰다).

### 그 후
은퇴 후에는 오릭스에서 내야 수비 주루 코치(2001년부터 2002년까지 2군, 2003년에는 1군), 야쿠르트에서 수비 주루 코치(2004년부터 2008년까지)를 맡았다. 2009년부터는 1군 내야 수비 주루 코치로서 오릭스에 복귀했지만 그 해에 퇴단했고 2010년부터 2011년까지는 요코하마 베이스타스의 1군 내야 수비 주루 코치를 맡았다. 2012년에는 요코하마 DeNA 베이스타스 2군 내야 수비 주루 코치, 2013년에는 1군 내야 수비 주루 코치를 맡았고 2014년부터는 종합 코치 겸임이 됐다. 2015년에 DeNA를 퇴단했고 2016년부터 KBO 리그 한화 이글스의 코치로 발탁돼 1년 간 맡았다.
2017년부터 사이타마 세이부 라이온스 1군 내야 수비·주루 코치를 맡았고 2019년부터는 1군 작전 겸 수비·주루 코치로 발탁되었다가 2021년까지 했다.

## 상세 정보

### 출신 학교
- 야나가와 고등학교

### 선수 경력
사회인 시대
- 신일본제철 사카이

프로팀 경력
- 후쿠오카 다이에 호크스(1990년 ~ 1993년)
- 오릭스 블루웨이브(1994년 ~ 1997년)
- 야쿠르트 스왈로스(1997년 ~ 2000년)

### 지도자 경력
- 오릭스 블루웨이브 2군 내야 수비 주루 코치(2001년 ~ 2002년)
- 오릭스 블루웨이브 1군 내야 수비 주루 코치(2003년)
- 야쿠르트 스왈로스·도쿄 야쿠르트 스왈로스 수비 주루 코치(2004년 ~ 2008년)
- 오릭스 버펄로스 1군 내야 수비 주루 코치(2009년)
- 요코하마 베이스타스 1군 내야 수비 주루 코치(2010년 ~ 2011년)
- 요코하마 DeNA 베이스타스 2군 내야 수비 주루 코치(2012년)
- 요코하마 DeNA 베이스타스 1군 내야 수비 주루 코치(2013년)
- 요코하마 DeNA 베이스타스 1군 종합 코치 겸 내야 수비 주루 코치(2014년 ~ 2015년)
- 한화 이글스 코치(2016년)
- 사이타마 세이부 라이온스 1군 내야 수비 주루 코치(2017년 ~ 2018년)
- 사이타마 세이부 라이온스 1군 작전 겸 수비 주루 코치(2019년 ~ 2021년)

### 수상·타이틀 경력
- 골든 글러브상 : 2회(1995년, 1996년) ※3루수 부문

### 개인 기록
- 첫 출장 : 1990년 4월 10일, 대 오릭스 브레이브스 1차전(그린 스타디움 고베), 10회말에 3루수로서 출장
- 첫 안타 : 1990년 4월 14일, 대 세이부 라이온스 1차전(헤이와다이 구장), 6회말에 와타나베 히사노부로부터
- 첫 선발 출장 : 1990년 4월 15일, 대 세이부 라이온스 2차전(헤이와다이 구장), 7번·3루수로서 선발 출장
- 첫 타점 : 1990년 5월 11일, 대 세이부 라이온스 6차전(헤이와다이 구장), 9회말에 와타나베 도미오로부터
- 첫 홈런 : 1990년 6월 15일, 대 세이부 라이온스 12차전(세이부 라이온스 구장), 5회초에 이시이 다케히로로부터

### 등번호
- 39(1990년 ~ 1993년)
- 35(1994년)
- 2(1995년 ~ 1997년)
- 54(1997년)
- 4(1998년 ~ 2000년)
- 76(2001년 ~ 2003년)
- 83(2004년 ~ 2015년, 2017년 ~ 2021년)
- 73(2016년)

### 연도별 타격 성적
| 연 도       | 소 속       | 경 기 | 타 석 | 타 수 | 득 점 | 안 타 | 2 루 타 | 3 루 타 | 홈 런 | 루 타 | 타 점 | 도 루 | 도 루 자 | 희 생 번 | 희 생 플 | 볼 넷 | 고 4 | 사 구 | 삼 진 | 병 살 타 | 타 율 | 출 루 율 | 장 타 율 | O P S |
| ----------- | ----------- | ----- | ----- | ----- | ----- | ----- | ------- | ------- | ----- | ----- | ----- | ----- | -------- | -------- | -------- | ----- | ---- | ----- | ----- | -------- | ----- | -------- | -------- | ----- |
| 1990년      | 다이에      | 54    | 85    | 67    | 7     | 11    | 3       | 0       | 1     | 17    | 3     | 0     | 0        | 5        | 1        | 10    | 0    | 2     | 15    | 1        | .164  | .288     | .254     | .541  |
| 1992년      | 다이에      | 10    | 25    | 20    | 1     | 2     | 0       | 0       | 0     | 2     | 1     | 0     | 0        | 0        | 0        | 5     | 0    | 0     | 6     | 1        | .100  | .280     | .100     | .380  |
| 1993년      | 다이에      | 67    | 153   | 138   | 9     | 34    | 5       | 0       | 0     | 39    | 9     | 1     | 0        | 5        | 0        | 8     | 0    | 2     | 16    | 6        | .246  | .297     | .283     | .580  |
| 1994년      | 오릭스      | 59    | 110   | 91    | 11    | 21    | 3       | 0       | 1     | 27    | 7     | 0     | 0        | 12       | 0        | 7     | 0    | 0     | 14    | 2        | .231  | .286     | .297     | .582  |
| 1995년      | 오릭스      | 115   | 404   | 344   | 25    | 90    | 14      | 3       | 1     | 113   | 33    | 4     | 2        | 29       | 1        | 28    | 0    | 2     | 51    | 4        | .262  | .320     | .328     | .648  |
| 1996년      | 오릭스      | 111   | 288   | 263   | 25    | 67    | 8       | 2       | 6     | 97    | 27    | 1     | 0        | 14       | 0        | 9     | 0    | 2     | 43    | 7        | .255  | .285     | .369     | .653  |
| 1997년      | 오릭스      | 18    | 32    | 29    | 1     | 5     | 0       | 0       | 0     | 5     | 0     | 0     | 0        | 0        | 0        | 2     | 0    | 1     | 4     | 4        | .172  | .250     | .172     | .422  |
| 1997년      | 야쿠르트    | 57    | 160   | 140   | 16    | 38    | 7       | 1       | 3     | 56    | 18    | 2     | 1        | 4        | 3        | 12    | 0    | 1     | 25    | 3        | .271  | .327     | .400     | .727  |
| '97 소계    | 야쿠르트    | 75    | 192   | 169   | 17    | 43    | 7       | 1       | 3     | 61    | 18    | 2     | 1        | 4        | 3        | 14    | 0    | 2     | 29    | 7        | .254  | .314     | .361     | .675  |
| 1998년      | 야쿠르트    | 71    | 56    | 45    | 4     | 8     | 0       | 0       | 0     | 8     | 4     | 0     | 1        | 6        | 0        | 4     | 0    | 1     | 7     | 0        | .178  | .260     | .178     | .438  |
| 1999년      | 야쿠르트    | 85    | 230   | 191   | 13    | 48    | 10      | 0       | 0     | 58    | 14    | 0     | 1        | 17       | 0        | 17    | 4    | 4     | 38    | 4        | .251  | .325     | .304     | .629  |
| 2000년      | 야쿠르트    | 28    | 36    | 29    | 2     | 4     | 1       | 0       | 0     | 5     | 3     | 0     | 0        | 5        | 1        | 0     | 0    | 1     | 10    | 2        | .138  | .161     | .172     | .334  |
| 통산 : 10년 | 통산 : 10년 | 675   | 1579  | 1357  | 114   | 328   | 51      | 6       | 12    | 427   | 119   | 8     | 5        | 97       | 6        | 102   | 4    | 16    | 229   | 34       | .242  | .301     | .315     | .616  |

- 굵은 글씨는 시즌 최고 성적.